# Phà Đình Khao
Phà Đình Khao là một tuyến phà nằm trên quốc lộ 57, với bờ bắc thuộc xã Hòa Ninh và bờ nam thuộc xã Thanh Đức, huyện Long Hồ, tỉnh Vĩnh Long.
Phà Đình Khao, một tuyến phà quan trọng, chủ yếu phục vụ việc di chuyển người và phương tiện qua sông Cổ Chiên. Nó đóng vai trò cầu nối giữa Bến Tre và Vĩnh Long, thông qua huyện Chợ Lách. Ngoài ra, Phà Đình Khao cũng kết nối Thành phố Vĩnh Long với bốn xã thuộc Cù lao An Bình, tạo điều kiện thuận lợi cho việc di chuyển và phát triển kinh tế khu vực.

## Kẹt phà
Phà Đình Khao, một tuyến phà quan trọng nối tỉnh Vĩnh Long và Bến Tre, đã gặp phải vấn đề kẹt xe kéo dài trong nhiều ngày. Mặc dù đã được bố trí 5 chiếc phà phục vụ nhu cầu đi lại ngày giáp Tết, tình trạng ùn tắc vẫn xảy ra, với hàng xe xếp dài cả cây số.
Nguyên nhân chính cho tình trạng này là do lượng xe tải qua phà Đình Khao quá đông, đặc biệt trong những ngày cận Tết, khi các tài xế xe tải qua Chợ Lách, Bến Tre để vận chuyển hoa, cây kiểng và trái cây cung cấp cho các tỉnh thành như Cần Thơ, Hậu Giang, Cà Mau, Kiên Giang. Điều này đã dẫn đến tình trạng kẹt xe, ùn tắc nghiêm trọng, khiến nhiều tài xế phải mất tới 2 giờ đồng hồ mới qua được phà.
Để giải quyết vấn đề này, các cơ quan chức năng đã đề xuất một số giải pháp, bao gồm việc in vé số lượng lớn rồi bán lưu động cho các tài xế nhằm giảm ùn tắc. Đồng thời, họ cũng phối hợp với các cơ quan chức năng khác để điều tiết giao thông tại 2 đầu bến.
Ngoài ra, vào trước thời điểm năm 2021, tình trạng thiếu phà cũng là một trong số những nguyên nhân gây kẹt xe kéo dài. Theo Bộ GTVT, vào cuối năm 2021 Cụm phà Vàm Cống có 18 phà trong đó 09 phà đã hết niên hạn sử dụng theo Nghị định số 111/2014/NĐ-CP của Chính phủ; 09 phà đủ điều kiện hoạt động bố trí cho các bến, trong đó tại bến phà Đình Khao là 2 phà 200 tấn. Để khắc phục tình trạng thiếu phà Bộ GTVT đã chỉ đạo đóng mới thay thế 02 phà thuộc Cụm phà Vàm Cống năm 2021 (Thay phà S.100 và L.100 hết niên hạn) và triển khai đóng mới thay thế các phương tiện phà hết niên hạn còn lại trong năm 2022 (Thay phà A.200, H.100, N.100, K.100, A.100, O.100, G.100, T.100, I.100 hết niên hạn).
Vào cuối năm 2022, các phà mới đã được đưa vào vận hành thay thế phần lớn các phương tiện hết niên hạn, kịp thời phục vụ nhu cầu đi lại của người dân vào dịp Tết Quý Mão 2023. Hiện nay, phà Đình Khao đã được phân bổ 4 phà mới để thay thế các phà cũ hiện tại của bến, nâng tổng số phương tiện đủ điều kiện hoạt động lên 5 phà (2 phà 200T, 3 phà 100T) giúp giảm đáng kể tình trạng kẹt xe.

## Hình ảnh

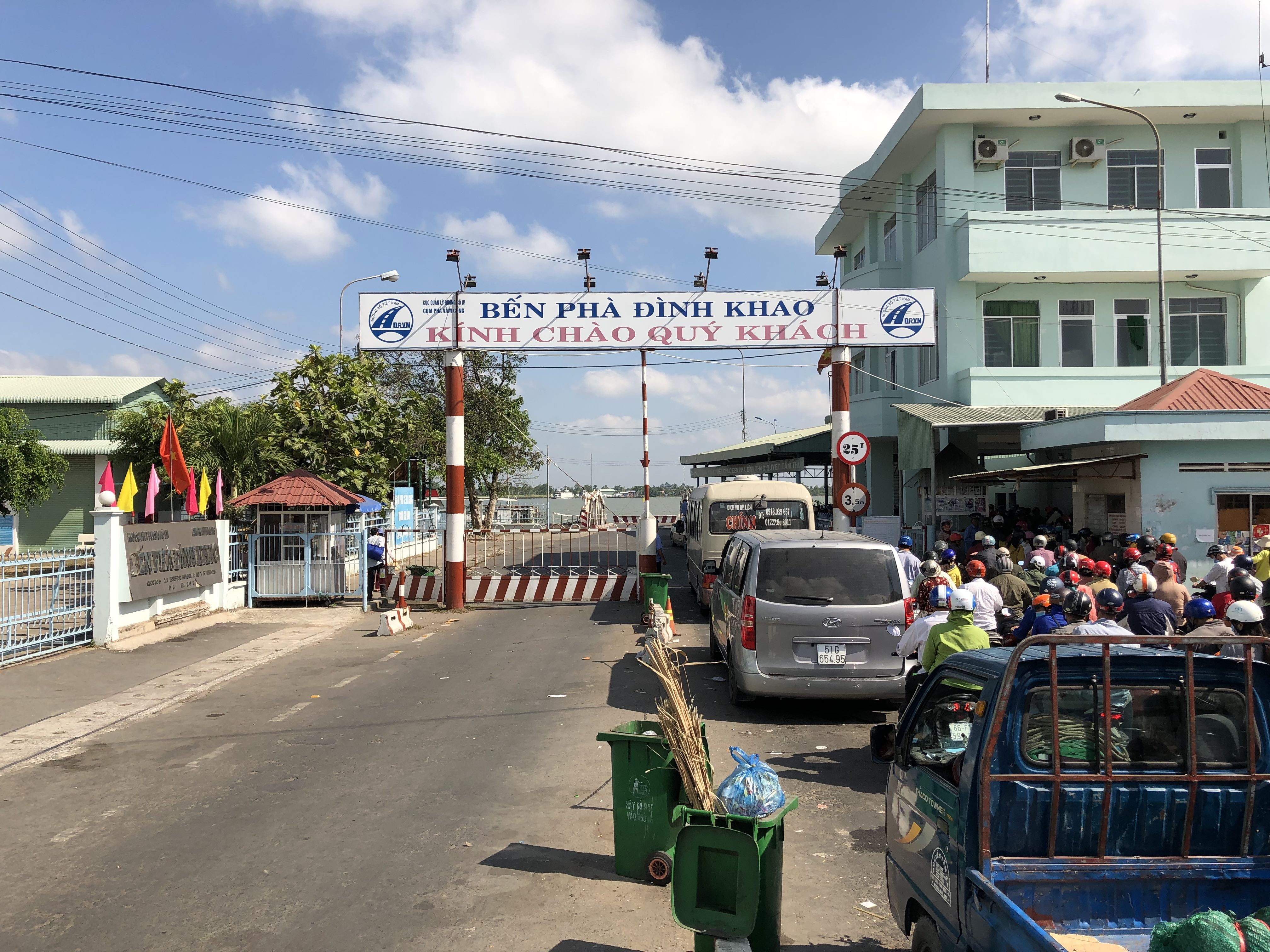
Phà Đình Khao ban ngày
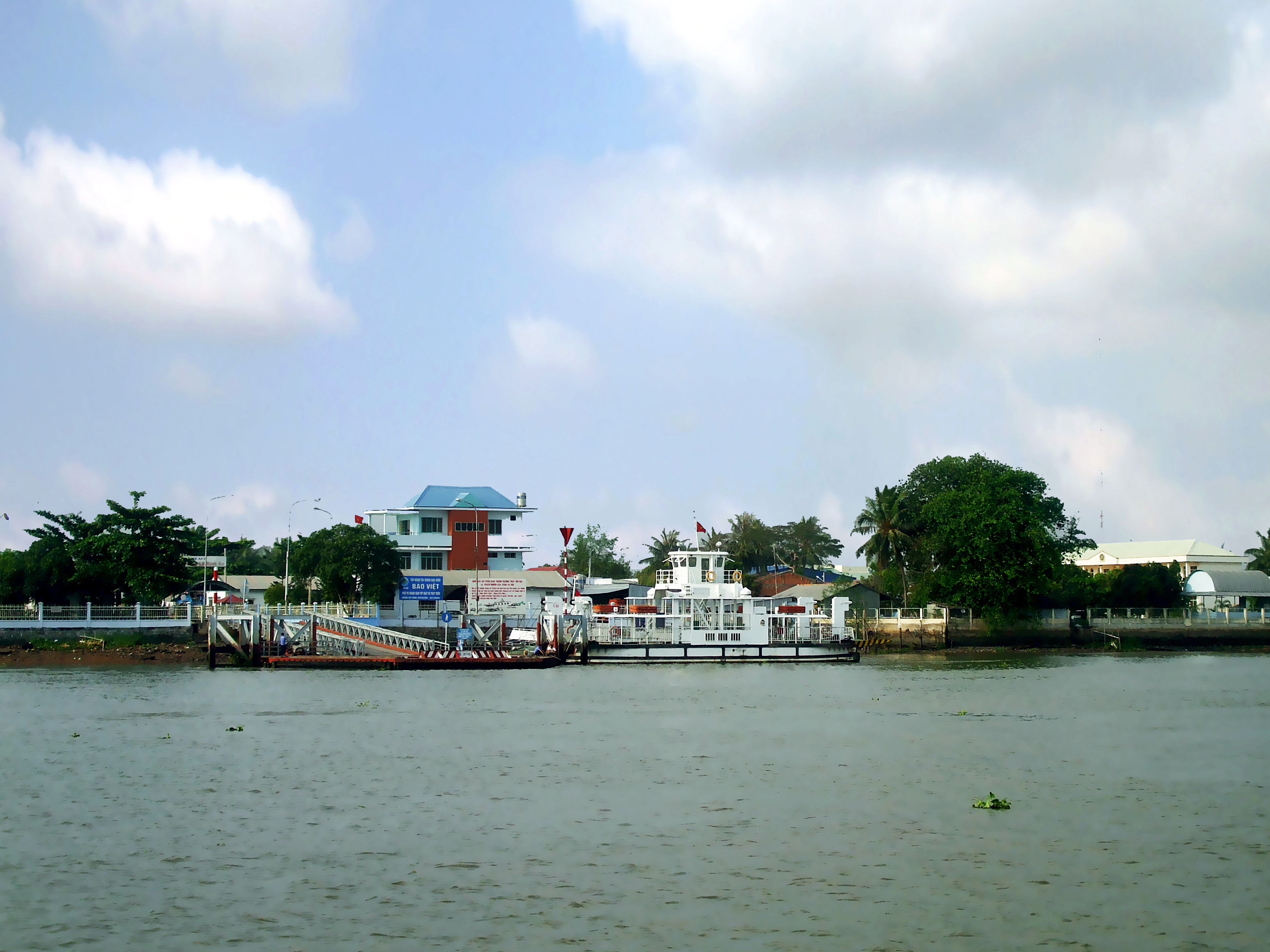
Phà Đình Khao nhìn từ giữa sông
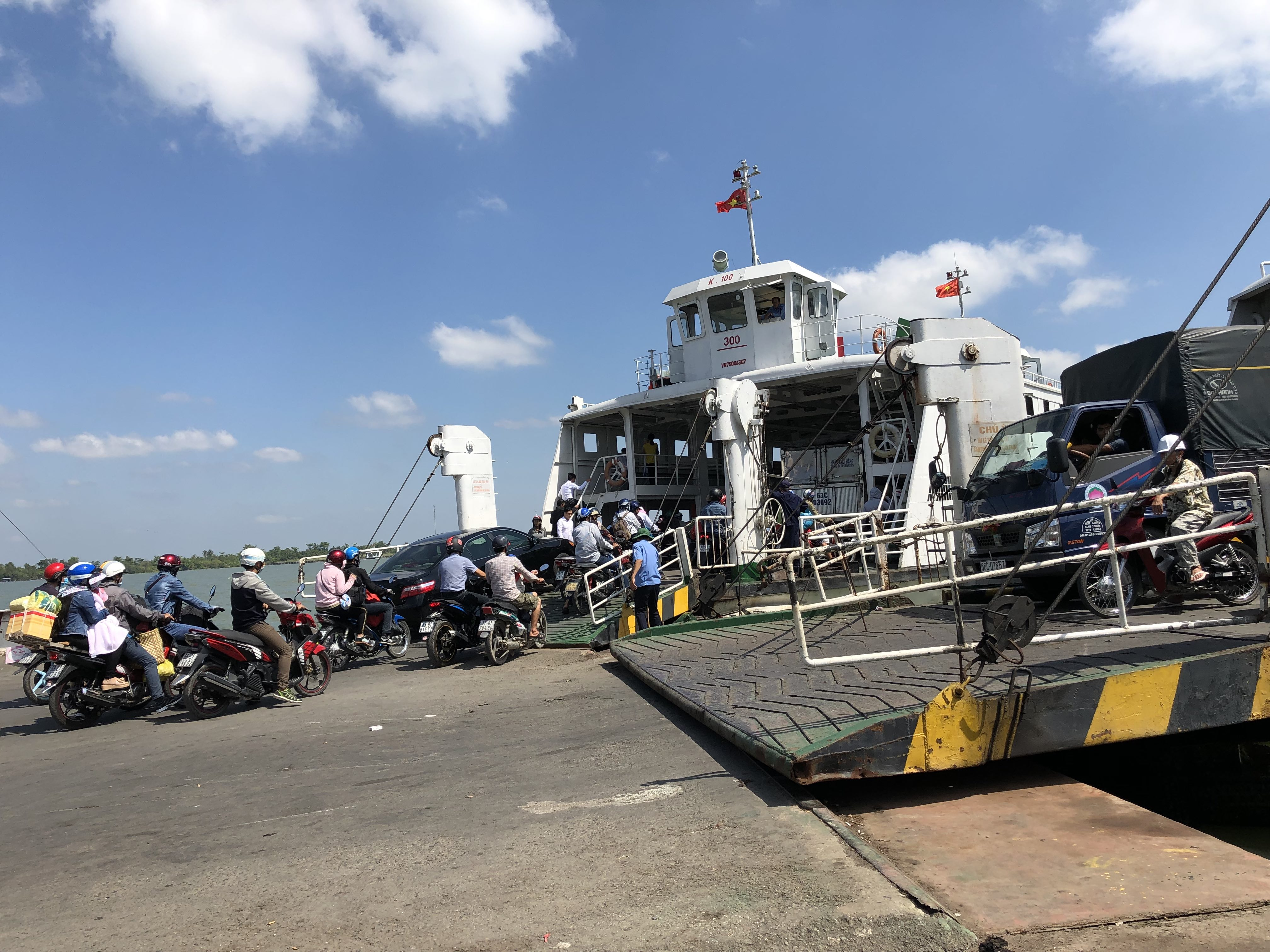
Khách lên phà từ bờ xã Thanh Đức
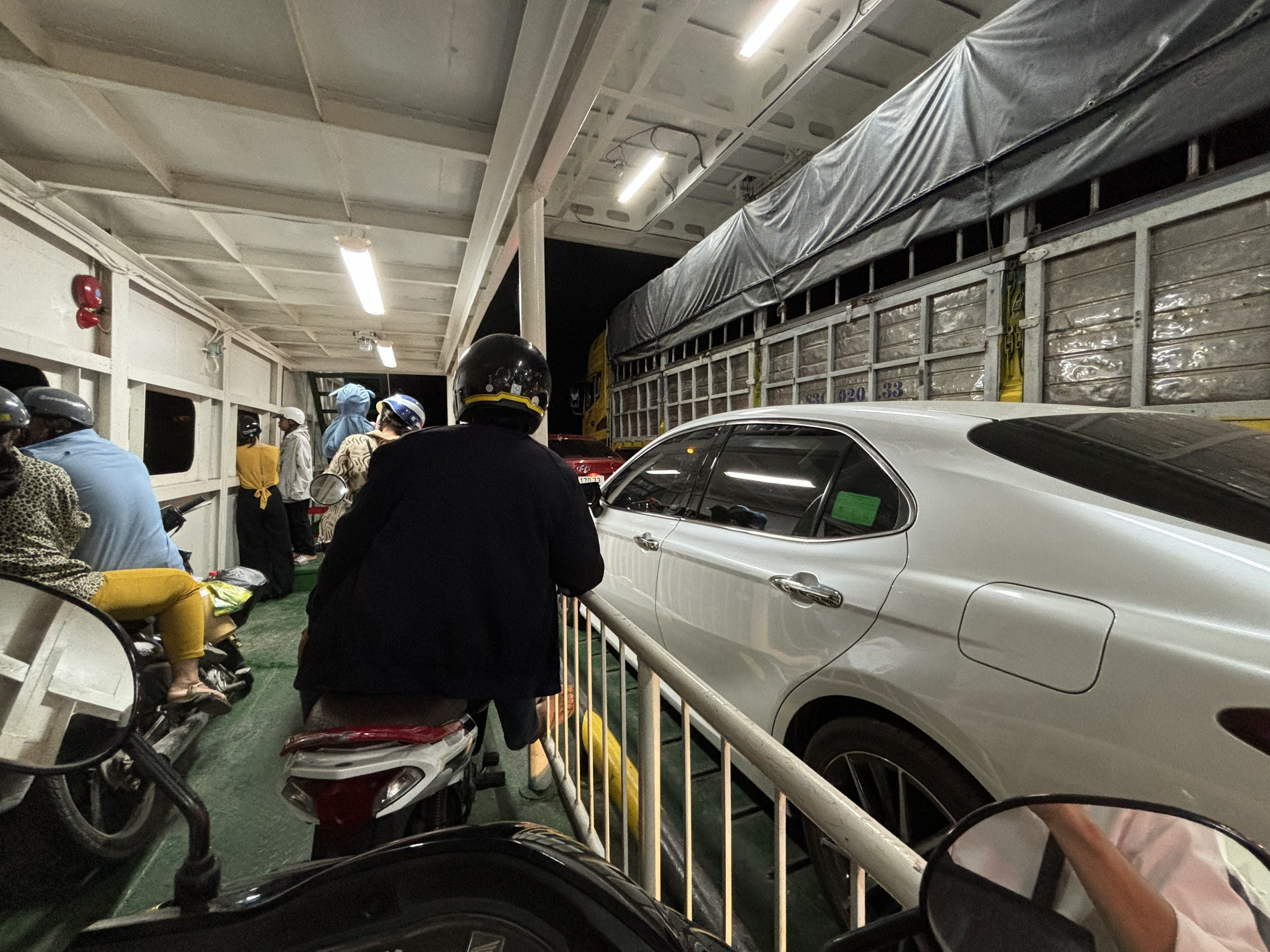
Phà Đình Khao ban đêm